# Alpine Antics

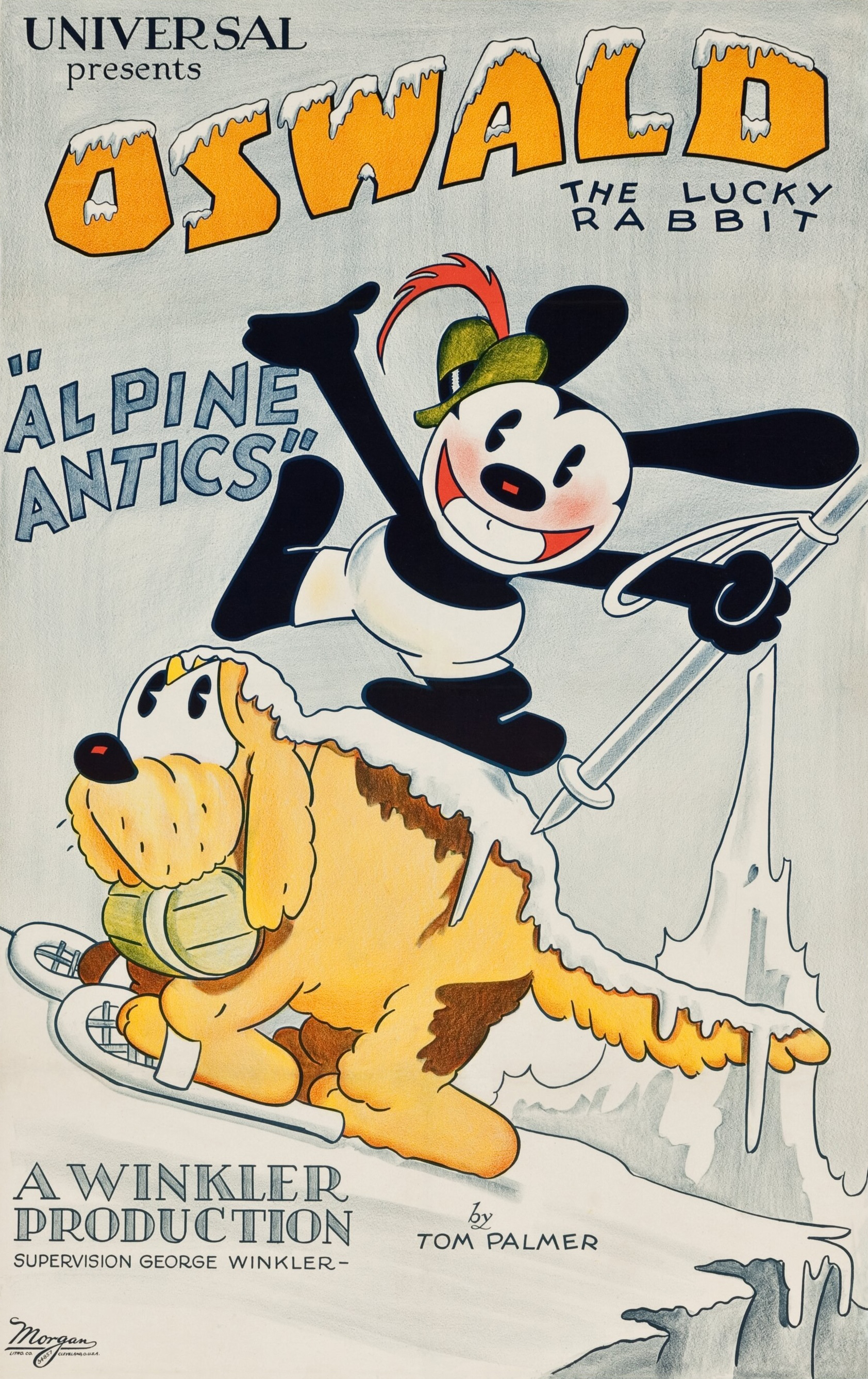
Affiche du court métrage

Alpine Antics est un court métrage d'animation américain de la série Oswald le lapin chanceux, produit par le studio Robert Winkler Productions et sorti le 1er avril 1929.

## Fiche technique
- Titre  : Alpine Antics
- Série : Oswald le lapin chanceux
- Réalisateur : Tom Palmer
- Producteur : Charles Mintz, Margaret J. Winkler et George Winkler (associé)
- Production : Robert Winkler Productions
- Distributeur : Universal Pictures
- Musique: Bert Fiske
- Format d'image : Noir et Blanc
- Langue : (en)
- Pays de production :  États-Unis
- Date de sortie :
  - États-Unis : 1er avril 1929[1]